# Museu Municipal de Almodôvar
O Museu Municipal de Almodôvar, igualmente conhecido como Museu Municipal Severo Portela, é um espaço cultural na vila de Almodôvar, na região do Alentejo, em Portugal. Está instalado num edifício histórico, que no passado funcionou como cadeia e sede da Câmara Municipal.

## Descrição e história
O museu situa-se na Praça da República, em Almodôvar, nas imediações da Igreja da Misericórdia e da Casa da Janela Manuelina. É de arquitectura vernacular, com alguns elementos que demonstram uma forte influência barroca, principalmente o campanário, que termina numa empena curva e é ladeado por pináculos de forma piramidal. É um exemplo de uma antiga cadeia com campanário, algo que também sucede em Estremoz e Mirandela. O edifício tem dois pisos, sendo o térreo ocupado pela exposição permanente Sapateiro - Memórias de um Ofício, sobre o fabrico do calçado, que no passado chegou a ser uma importante função económica na vila, com um grande número de sapateiros e lojas. É dedicado ao artista Severo Portela, que ofereceu uma grande parte do seu espólio à autarquia.
Ocupa um edifício histórico, construído no século XVII, que foi originalmente utilizado como Paços do Concelho. Segundo a tradição, o rei D. Sebastião terá pernoitado no edifício quando passou pela vila, entre 8 e 9 de Janeiro de 1573, durante uma viagem pelas regiões do Alentejo e Algarve. Em 1859 a sede da autarquia foi transferida para o Convento de São Francisco, pelo que passou a ser utilizado como cadeia.
Em 1970 passou a albergar o relógio e o mostrador da Torre do Relógio, e em 1983 foi alvo de obras por parte da Câmara Municipal, para a sua adaptação a museu. Em 24 de Novembro de 2024, o jornal Correio Alentejo noticiou que o museu tinha reaberto ao público após obras de manutenção, que incluíram a remodelação do espaço, e trabalhos de pintura no interior e exterior.